# Espressionismo (letteratura)
L'espressionismo è in letteratura un'avanguardia che prende le sue mosse in Germania negli anni dieci del Novecento e si protrae fino alla prima metà del Novecento.
La categoria “espressionismo” è diventata ormai un termine tecnico la cui misura di estensione supera molto il confine del territorio in cui essa ha preso la radice. Finora tante definizioni sono state fornite e ognuna di esse ha la propria ragione tanto valida da esistere. Mittner parla di una sorta di «comoda approssimazione» al posto di una definizione definitiva. Ossia, come «romanticismo» e «barocco», l'espressionismo è uno dei termini «approssimativi» per indicare un movimento espressivo piuttosto che un oggetto preciso della storia. Invece di cercare una definizione più valida, secondo Mittner, va meglio dunque chiedersi come si svolge l'espressionismo. Il termine non indica la realtà storica di una scuola o di un gruppo distinguibile nella loro unità. Essa, si dice con Chiarini, designa una corrente artistica affermatasi in Germania. Non solo. Sempre secondo Chiarini, “l'espressionismo” è «una vera e propria categoria critica modellata sulle componenti più vistose, sia tematiche sia stilistiche in particolare, dell'espressionismo ‘storico’». Mittner, nel suo libro dedicato al movimento espressionistico, l'ha voluto collocare fra il 1905 e il 1926. Tuttavia, come sostengono alcuni critici, l'espressionismo nasce, si sviluppa e poi termina non necessariamente all'interno del periodo storico sopra menzionato. Esso ha una sua tradizione molto più lunga di quanto non appaia. Ad esempio, come sostiene Kasimir Edschmid, «l'espressionismo c'è sempre stato»; o si dice con Rheiner l'espressionismo è quell'«atteggiamento spirituale [...] che non appare da oggi o da ieri, bensì da millenni nella storia dell'umanità». Maria Corti arriva addirittura a parlare di una «secolare tradizione espressionistica [...] italiana». Significa che l'espressionismo è riscontrabile in ogni epoca.
Vent'anni possono essere dunque considerati il periodo in cui l'espressionismo è più manifesto. Una generazione degli artisti espressionisti nati fra il 1880 e il 1890 è considerata come la principale vittima della prima guerra mondiale. L'espressionismo esprime la necessità artistica di interpretare la sostanziale deformazione della percezione di una realtà avvertita ormai come distorsione del felice rapporto uomo-natura e in aperta opposizione ad una società borghese illusa ed egoista che marcia inconsapevolmente verso la I Grande Guerra. In ambiente di crisi politico-sociale assieme alla crisi dell'arte europea ma anche alle nuove e importantissime scoperte scientifiche all'inizio del Novecento, si determina lo stile espressionistico che si concentra su alcune tematiche emergenti della società: il «grido interiore», la distruzione del mondo fino allora conosciuto, la solitudine umana, il male e la violenza, la condizione di «smarrimento, d'angoscia, d'orrore» dell'umanità. Le produzioni letterarie hanno messo in luce il modo di percepire la nuova epoca spiegando il perché gli espressionisti abbiano reagito in una certa maniera di fronte alla realtà caotica della società moderna. All'interno di quella realtà caratterizzata dalla guerra, la sensibilità espressionistica tenta di esasperare o di far esplodere quelle contraddizioni che il progresso e più in generale una società industrializzata hanno innescato nel tessuto sociale. Di fronte all'evidenza di una nuova "barbarie" della realtà sociale e psicologica, l'ottimismo cede il posto al pessimismo, dando luogo a un senso angoscioso di crisi e di disorientamento, oppure alla ribellione, alla protesta e persino alla rinuncia e al sacrificio di sé. Tutti questi temi sono considerati come archetipi espressionistici e si riflettono anche nel linguaggio usato, un linguaggio provocatorio che comprende il pathos esasperato, la deformazione grottesca, il grido di guerra.
Tutto ciò spiega, da una parte, il perché la categoria ‘espressionismo’ si avvantaggi nella sua geografia di un'ampia estensione: partendo dalla Germania, si allarga in Austria, Svizzera per arrivare a diffondersi in Russia, Francia, Italia, ecc. Dall'altra, rende più chiaro il motivo per cui l'estensione e la profondità della sua presenza siano così ampie nei diversi campi, dalla pittura alla musica, dalla letteratura al teatro, dal cinema all'architettura. Anche nel movimento letterario di quegli anni, l'espressionismo comincia a rendersi visibile. Il termine non viene però usato per primo nella letteratura. L'espressionismo non proviene dalla letteratura ma dalla storia dell'arte. È nelle arti figurative che si comincia a chiamare «espressionismo». In Germania, il processo metaforico che passa dalle arti figurative, maggiormente dalla pittura, alle produzioni letterarie si sviluppa in modo progressivo. L'espressionismo letterario rimarrà però in stretto legame con l'espressionismo artistico. È dagli storici dell'arte, come Alois Riegl e Wilhelm Worringer, che parte l'idea di un Kunstwollen (‘volere artistico’) comune a tutti i tipi di arte. Il concetto spiega l'arricchimento che le arti figurative hanno fornito alle produzioni letterarie. Esiste anche un'altra ragione quando si parla dello stretto rapporto tra i due ambiti ed è quella legata a numerosi talenti multipli. Sono pittori o scultori ma allo stesso tempo sono anche poeti e scrittori come Oskar Kokoschka (1886-1980), Alfred Kubin (1877-1959), Ernst Barlach (1870-1938). Sono poeti e musicisti ma lasciano anche le loro importanti tracce nella pittura come Arnold Schönberg e Georg Trakl.

## Caratteristiche generali
Il carattere essenziale di questa tradizione risulta essere la forza e la vivacità espressiva con cui gli autori portano in scena le problematiche più varie della psicologia umana in un periodo storico di grande rilievo e di crisi profonda. Una di queste è sicuramente il rapporto padre figlio, il conflitto generazionale vissuto in prima persona dagli autori e riflesso nelle loro opere con colori e pennellate tipicamente espressioniste: forti, mostruose, al limite dell'ignoto. Perché non si tratta di semplici romanzi d'autore: sono opere introspettive, che nascondono dietro le parole i segreti dell'inconscio e la lotta contro i desideri repressi. È la crisi del Super Io freudiano e la supremazia dell'inconscio. Perché è lì che risiede l'essenza dell'uomo.
Va sottolineato che non è corretto dire che Kafka facesse attivamente parte della corrente espressionista.
Kafka condivideva con gli espressionisti il grande conflitto che affliggeva la propria generazione, ma era altrettanto disinteressato nel cercare di attribuire le cause della crisi al materialismo che pervadeva l'ambiente paterno. Tanto meno ha cercato riscatto - come hanno fatto gli espressionisti- nei nuovi valori di spiritualità, che dovevano controvertere quelli paterni. Kafka cercherà nel padre "il perdono" che poi si tramuterà nella "condanna" alla morte, come accade a molti dei suoi personaggi.

## L'espressionismo in relazione con altri movimenti
L'espressionismo, si dice con Contini, racchiude in sé l'idea di «un'arte di movimento» e del «precario frutto d'una forza scatenata, una momentanea deformazione sollecitata da un movimento, in altre parole una spazialità che includa il tempo». Appena l'impressionismo termina, l'espressionismo comincia. Quest'ultimo rinuncia a quello precedente e si distingue nettamente. La distinzione si vede già nella loro etimologia: im-pressionismo ed es-pressionismo. L'impressionismo è «fissaggio formale d'un istante labile fermato» e quindi non enuncia «una realtà permanente attraverso il tempo». Nella traduzione grammaticale del termine, «l'impressionismo appare, nell'ambito d'uno stile nominale, caratterizzato dalla promozione dell'aggettivo a sostanza». Ciò significa che l'impressionismo implica, come Marinetti sostiene, un'istantanea staticità, una meditazione che mal si accorda col dinamismo invocato da futurismo ed espressionismo. L'espressionismo a sua volta, per la sua volontà di includere la dimensione temporale in quella spaziale, trova una forma espressiva più adatta nel verbo (in tedesco, Zeit-wort, «parola-del-tempo»). Il verbo è un elemento indispensabile quando si parla della letteratura espressionista. Il verso, come dice Mittner, è «carico di forza esplosiva, il verbo deformato e deformatore è il principale contrassegno dell'espressionismo, come l'aggettivo delicatamente e quasi timidamente accostato al nome è quello dell'impressionismo». Fra i due movimenti pur essendoci una netta frattura, si vede però la loro continuità.
Il tentativo di Richter è di distinguere l'impressionismo, il naturalismo e l'espressionismo. Diversamente da Bally che prescinde da ogni significato letterario dell'impressionismo e oppone fra loro due rappresentazioni linguistiche della realtà, Richter trascura da ogni distinzione fra l'‘ismo' linguistico e quello letterario per formare una fenomenologia generale degli ‘ismi’. Per Richter, l'impressionismo è la «riproduzione delle cose in quanto appaiono all'osservatore», il naturalismo invece è la «riproduzione il più possibile esatta del mondo esterno», e infine l'espressionismo è «riproduzione di rappresentazione o di sentimenti suscitati dalle impressioni secondo che esterne o interne». La critica, però, non esclude l'alternanza di procedimenti impressionistici ed espressionistici nel linguaggio corrente, nonché nei singoli autori, come Rimbaud, Mallarmé.
Esistono diversi modi per definire il movimento espressionistico. Riassume Contini che, in autori come Leo Spitzer, «la definizione di espressionismo è certamente morfologica, ma inserita nella storia: anche esteso alla Francia, esso è pur sempre un carattere della letteratura del primo anteguerra» mentre in autori come Richter essa diventa una «categoria a propri». Contini cita Richter a proposito dell'espressionismo secondo cui esso «non si occupa di ciò che è obiettivamente presente […] Esso dà il pensiero e il sentimento soggettivo sulle cose, l'idea delle cose presente nell'Io speculativo». L'espressionista dice «che cosa lo commuove nello scorgere un processo o una cosa, la sua sensazione personale e il suo giudizio sulle cose […] L'espressionismo abbraccia ogni modo di palesare il dato interiore e irrazionale». Si arriva alla definizione che Richter ha dato del movimento: «è espressionistico ogni mezzo di comunicazione che manifesti una presa di posizione dell'Io innanzi a un processo o a una situazione».  Commentando tale definizione, Contini evidenzia che con Richter, la categoria di espressionismo «viene a designare aprioristicamente un aspetto necessario e permanente dell'espressione e perde per il critico buona parte della sua utilità euristica».

## Linguaggio espressionistico
Le novità particolarmente note dell'espressionismo non si trovano solo nei temi rilevanti della società moderna in cui gli autori hanno vissuto, ma stanno anche nel linguaggio da loro utilizzato. La letteratura espressionistica è vista come quella del grido e della deformazione. In questa chiave si deve andare a esaminare il linguaggio espressionista. Nel 1902, Benedetto Croce ha pubblicato un libro intitolato Estetica come scienza dell'espressione e linguistica generale, il quale diventa un punto di riferimento fondamentale per la linguistica e in particolare fornisce una prematura valutazione dell'espressionismo. Il libro di Croce coincide in termini cronologici con il movimento degli espressionisti di Dresda che si dedicano maggiormente alle arti figurative. Questi artisti fondano la ‘Die Brücke’ puntando sull'uso del colore per «esprimersi con forza» come Van Gogh aveva sottolineato. L'artista intuisce mentre il pensatore teorizza. Ciò che è comune ad ambedue riguarda il problema della ‘traduzione’. Secondo Devoto, ‘traduzione’ in termini espressivo-linguistici vuol dire passare da un livello pregrammaticale a quello grammaticale. La lingua prende una posizione primaria e sperimentale da strumento di osservazione nella produzione espressionistica. Nel momento in cui l'artista ‘esprime’, cioè traduce, sente il peso della tradizione linguistica organizzata, che lo costringe a rispettare determinati schemi. Devoto prende questo come il motivo per spiegare l'istintivo moto di ribellione che gli espressionisti avvertono nel correre i rischi dell'illegalismo e dell'incomprensione.
August Stramm, nelle sue poesie, distrugge la sintassi e stabilisce l'estrema attenzione del verbo all'infinito come conseguenza della guerra al sostantivo. Lo afferma appunto Franz Werfel «il mondo deve venire dissostantivato». Stramm parte dalla presupposizione che ‘esprimersi’ vuol dire soprattutto battere a morte gli schemi grammaticali prefissati. La lingua è perciò da considerarsi come «un fascio di fonemi morfemi semantemi lessemi provvisori risultanti da una tradizione tutt'altro che coerente e omogenea». Significa che, come sostiene Scardigli, non bisogna rimanere in una sfera pregrammaticale (o agrammaticale) nella quale l'espressione afferma se stessa. Leo Spitzer, nella sua Critica stilistica e storia del linguaggio, suggerisce che «l'interpretazione più corretta dell'estetica espressionistica non riguarda tanto quella individualistica che rompe ogni contatto per esprimersi in pure forme ma sta in quella che fa leva sugli interessi umani e sociali, estroversa pur nella sua ribellione polemica e diretta al suo lettore». Il lettore non deve essere solo guidato. Il poeta esige da lui partecipazione, maturità e responsabilità. Ma ora l'autore espressionista nega al lettore l'elaborazione e la descrizione che sarebbe finita ma momentanea. Attraverso gli scritti di Goethe, Stramm, Trakl e degli altri espressionisti, si rende conto che la lingua preferirà rivestirsi di ritmi e allitterazioni anziché diluirsi nella prosa e lascerà intatta la sostanza fonetica e lessicale, puntando a creare nuove dimensioni sintattiche e morfologiche.
Nel linguaggio degli espressionisti si discute molto spesso della sua stranezza (in particolare quella riguardante l'irregolarità sintattica). Si tratta, cioè, della libertà linguistica. Sappiamo che la lingua dà la preferenza alla sicurezza e stabilità (soprattutto per l'ortografia) e perciò tende a respingere i tentativi di violarle. L'espressionista diventa autentico quando decide di trasmettere il proprio sentire nella libertà della lingua. Tuttavia, la libertà non vuol dire rinunciare del tutto alla grammatica ma sta piuttosto nella verità e indiscutibilità della parola ‘scelta’. Lo esprime Edschmid: «le proposizioni legano punta a punta, scoccano l'una nell'altra non più legate dai cuscini del trapasso logico, dal molleggiante esterno mastice della psicologia. La loro elasticità è immanente. Anche la parola riceve un'altra forza. La parola descrittiva, esplorativa finisce. Non c'è posto per essa. Diviene freccia. Penetra nell'interno dell'oggetto e ne viene animata. Cristallizza l'immagine, essenziale della cosa. Allora cadono le parole riempitive. Il verbo si dilata e appuntisce, teso verso l'espressione chiara e propria. L'aggettivo si fonde con la parola significante. E questa non deve parafrasare. Deve rendere l'essenza nel modo più conciso possibile e soltanto l'essenza. Nient'altro».

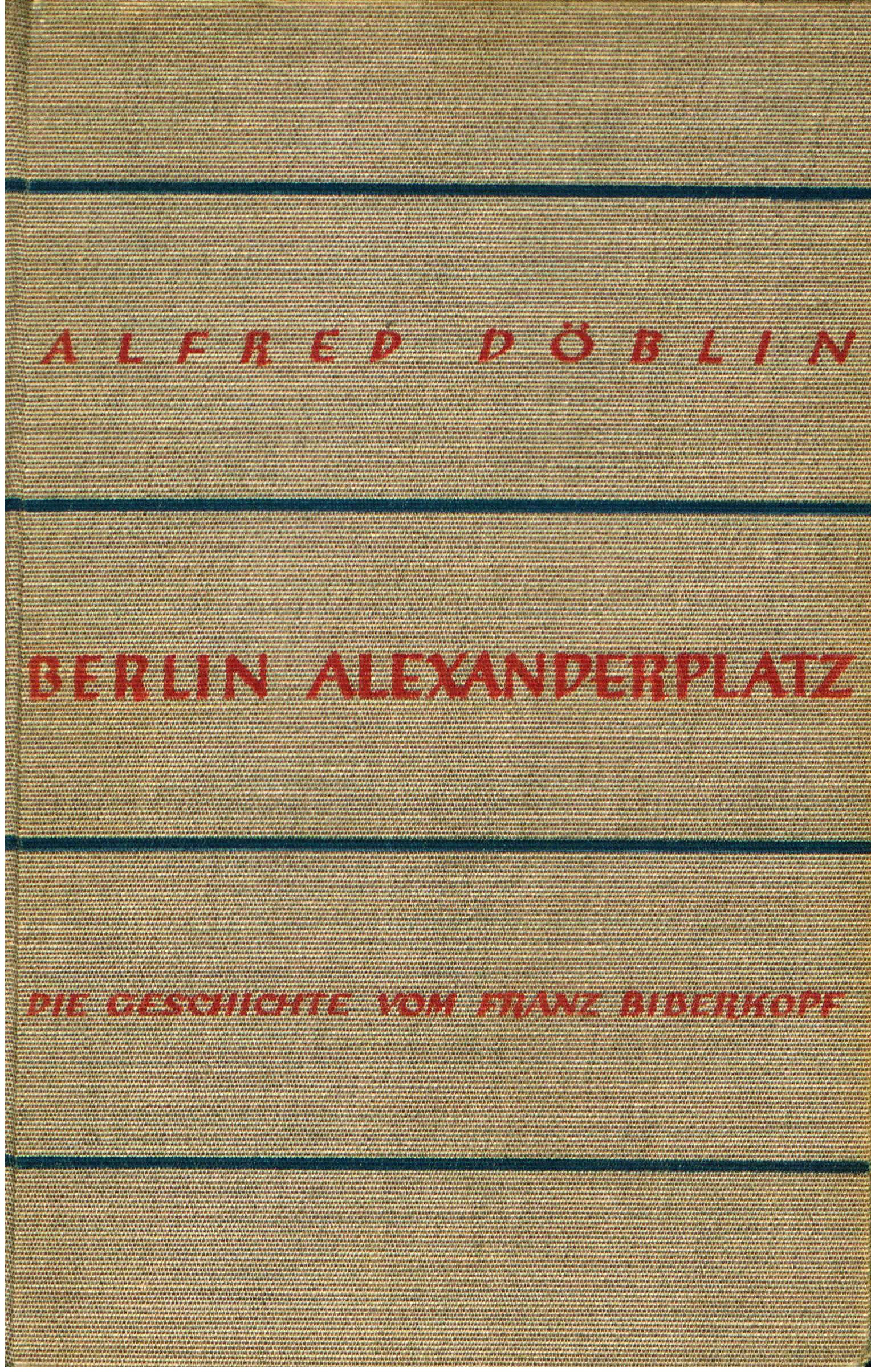
Copertina della prima edizione di Berliner Alexanderplatz

Un esempio tipico del linguaggio espressionistico si può perfettamente prendere dal Berlin Alexanderplatz di Alfred Döblin. Lo scrittore si afferma come una delle personalità più conosciute dell'espressionismo letterario. Döblin ha colpito il lettore con uno stile linguistico che tocca l'intera sfera grammaticale: dalla fonetica, alla sintassi e al lessico usato. La sintassi è estremamente frantumata e disgiunta come la mente confusa del protagonista Franz Biberkopf. Il lessico è misto di volgarità e letterarietà. Sul piano stilistico, l'autore vuole mettere in risalto «l'idea della frammentarietà, neopica e grottesca ma forte, assoluta nella sua umanità». Sul piano etico-sociale l'imprevedibilità del protagonista è sentita come libertà espressiva. Sul piano grammaticale, Döblin dà l'assoluta priorità all'espressione indisciplinata. Per questo, il fenomeno di Döblin è decisamente prezioso per inquadrare il linguaggio espressionistico, chiarendo il problema dell'espressione linguistica.
C'è da sottolineare che in molti espressionisti esiste un atteggiamento di tipo antilinguistico come giustamente osserva Mittner facendo nota all'Urschrei. Molti scrittori poi l'hanno superato. Kafka, ad esempio, non nega la lingua, non rifiuta il sistema ma riesce ugualmente a evocare il misterioso, il simbolico, il trascendente. La sua lingua rispetta le norme e il suo stile è legalitario. Tutto ciò mostra che lo scrittore ha a disposizione la lingua e che sta a lui agire artisticamente come lui vuole per il suo obiettivo d'espressione. Spitzer, osservando lo stile di Romains, ha messo in luce il parallelismo che trascorre fra il credo e il verbo di un autore. La parola, come la vita, continua a nascere e morire. La vita è crescita, dissolvimento, riunione varia, compenetrazione di anima e corpo. Così è lo stile: ampliamento (del campo semantico), formazione (di nuovi composti), dissoluzione (della sintassi) e intensa connessione fra la lingua e il pensiero.
Contini, nel suo saggio dedicato all'espressionismo letterario, cita Gottfried Benn a proposito della ricerca dell'espressività del movimento: «“dissipazione della lingua” mirante alla “dissipazione nel mondo». Contini non dimentica Mittner e la sua analisi molto approfondita sulla lingua e sullo stile degli scrittori espressionisti ricordandoci di un aspetto notevole che è l'uso del pronome Io, Ich.  In Benn «è rappresentato con grandiosa tragicità il disfacimento dell'Io, le tendenze regressive mediante la parola, più interessante i sostantivi […]: “sentimenti di disformazione”».

## Espressionismo tedesco
Per comprendere il movimento espressionistico nel suo pieno senso, bisogna prima di tutto inserirlo nel contesto storico-sociale in cui esso si è sviluppato. La società tedesca dalla fine dell'Ottocento ai primi decenni del Novecento presenta delle profonde contraddizioni. Si tratta di una realtà che si stava trasformando velocemente come un risultato inevitabile della tecnicizzazione e della modernizzazione.

## Espressionismo francese
Dopo la prima guerra mondiale, l'espressionismo non scompare ma continua a estendersi. Si arriva persino a parlare di un «espressionismo ecumenico post-bellico». La Germania rimane ancora il centro del movimento. Nel 1933, Benn tenta di dare una coraggiosa definizione dell'espressionismo contribuendo a definire il termine come «stile, chiamato altrove futurismo o cubismo, polimorfo nella sua inflessione empirica, unitario nel suo atteggiamento fondamentale di distruzione della realtà, di spietata penetrazione alla radice delle cose». In base a queste considerazioni, Benn costruisce a ritroso una linea letteraria di espressionismo tedesco comprendente, ad esempio, Goethe, Nietzsche e Hermann Conradi mentre per le altre arti nomina Cézanne, van Gogh, Munch e Marinetti. L'estensione dell'espressionismo non si ferma però solo nel territorio germanico ma arriva anche alle letterature non germaniche fra cui quella francese. Si tratta dell'estensione della categoria espressionismo in termini stilistico - grammaticali.

## Espressionismo italiano
La categoria «espressionismo» viene introdotta in Italia e assume un «significato metastorico» ed esprime la «tentazione di rivoluzione permanente» rispetto alla tradizione linguistica classica. È nel futurismo che si vedono le prime manifestazioni. Il futurismo ebbe anche la fortuna di andare al di fuori dei confini italiani se si ricorda del cubo-futurismo russo con Majakovskij o Esenin e dell'espressionismo tedesco e francese. Ciò non vuol dire però che i futuristi in Italia sono riusciti del tutto a mettere quei suggerimenti rivoluzionari nella letteratura con i loro mezzi stampati. Inoltre, in Italia, non ci sono stati «riflussi di espressionismo storico», salvo il caso eccezionale di Ungaretti.

## Conclusione
L'espressionismo è stato una delle avanguardie nei primi decenni del Novecento. Malgrado la sua breve durata, esso è riuscito a dare il suo massimo contributo alla percezione di una generazione che si trova davanti a un'epoca tutta nuova. Il termine è stato messo in uso nel mondo dell'arte. È Worringer che l'ha inventato per indicare la caratteristica fondamentale dello stile di Cézanne, Van Gogh e Matisse sottintendendo allo sviluppo storico dell'impressionismo ma anche a un rovesciamento delle sue basi. «Con la parola espressionismo si vuole dire che la sensazione visiva non è che il dato, necessario ma non sufficiente: il processo dell'arte non va dall'esterno all'interno, non è un ricevere; ma va dall'interno all'esterno; non è un dare. L'arte non è più un modo di conoscere, ma un'azione che si fa e che, ovviamente, non si esercita sulla natura ma sugli uomini: è un ponte, cioè comunicazione». Queste frasi citate da Argan non escludono però la letteratura espressionista. La generazione dell'espressionismo è quella delle giovani vittime della prima guerra e della reazione per la seconda. È dunque poco convincente affermare che l'espressionismo non può durare a lungo poiché si tratta di un movimento giovanile. È più logico se si prendono in considerazione «le forme artistiche e le cause psicologico-sociali di tale sempre dolorosa, spesso tragicissima incompiutezza» per una valutazione completa del movimento espressionistico. A prescindere da questa sorta di considerazioni, non si capisce fino in fondo come mai gli autori hanno inserito all'interno del movimento un linguaggio di «straniamento» ma che serve alla «necessità di esprimere».